# Tipula (Lunatipula) lucasi
Tipula (Lunatipula) lucasi is een tweevleugelige uit de familie langpootmuggen (Tipulidae). De soort komt voor in het Palearctisch gebied.